# Turbinicarpus booleanus
Turbinicarpus booleanus es una especie fanerógama perteneciente a la familia Cactaceae. 

## Distribución
Es endémica de una área del bosque de Pinus arizonica sobre yesos del Jurásico, en el municipio de Galeana, en el estado de Nuevo León, México. Se presenta en climas de tipo árido semicálido BS0h(x') y árido templado BS0k(x'), a altitudes entre 2,000 y 2,100 m s. n. m.

## Descripción
Tallos simples, raramente ramificándose, anchamente obovada, de 2.4 a 4.5 cm de alto y 2.5 a 5.5 cm de diámetro, basalmente truncados en especímenes viejos. Raíces conectadas al tallo por un cuello delgado hipógeo de 1 a 5 cm de largo y 3 a 5 mm de diámetro. usualmente recto, pero ocasionalmente curvo o angulado, Raíces tuberosas, piriformes a globosoas, de 0.8 a 2.8 cm de diámetro, y de 1.2 a 5.7 cm de largo. Tallos tuberculados, con la axila desnuda; tubérculos romboides en sección transversal, carentes de surco dorsal, verdes, con manchas blancas, de 4 mm de alto y 5 mm de ancho en la base, dispuestos en 13 y 21 series espiraladas. Areolas elípticas de 1.5 a 2.0 mm de largo, de 1 mm de ancho, villosas en la base.  Espinas centrales, 2, proximalmente blancas, volviéndose café y negro, de 0.3 mm de diámetro, usualmente de 12 a 15 mm de largo, aunque varía de 10 a 21, Espinas radiales usualmente 18 a 20

## Taxonomía
Turbinicarpus booleanus fue descrita por George Sebastian Hinton y publicado por primera vez en Phytologia 80(1): 62–66. 1996
Etimología
Turbinicarpus: nombre genérico que deriva del latín "turbo" = "vértebras" y del griego "καρπός" (karpos) = "fruta", donde se refiere a la forma de la fruta.
booleanus: epíteto
Sinonimia
- Turbinicarpus subterraneus booleanus[2]